# Dzwoneczek (czasopismo)
Dzwoneczek – miesięcznik The Walt Disney Company wydawany przez Egmont Polska dla dzieci w wieku 6–12 lat. Bohaterkami czasopisma są skrzydlate wróżki. Jedną z nich jest Dzwoneczek, która pochodzi książki J.M. Barriego o Piotrusiu Panie. Pierwszy numer ukazał się w styczniu 2006 roku pod tytułem „Wróżki”. Pod koniec 2009 roku czasopismo zmieniło nazwę na „Dzwoneczek”, a jego tematyka minimalnie uległa zmianie. Od tego czasu bohaterkami czasopisma są elfy występujące w filmie animowanym Dzwoneczek.

## Spis numerów
| Nr | Nr wydania | Tytuł komiksu                                 | Data wydania |
| -- | ---------- | --------------------------------------------- | ------------ |
| 1  | 1/2006     | „Talent Bryłki”                               | 23.01.2006   |
| 2  | 2/2006     | „Szybka jak wiatr”                            |              |
| 3  | 3/2006     | „Głos przyjaźni”                              |              |
| 4  | 4/2006     | „Najlepsze przyjaciółki”, „Nie ma tego złego” |              |